# 풀턴 (미주리주)

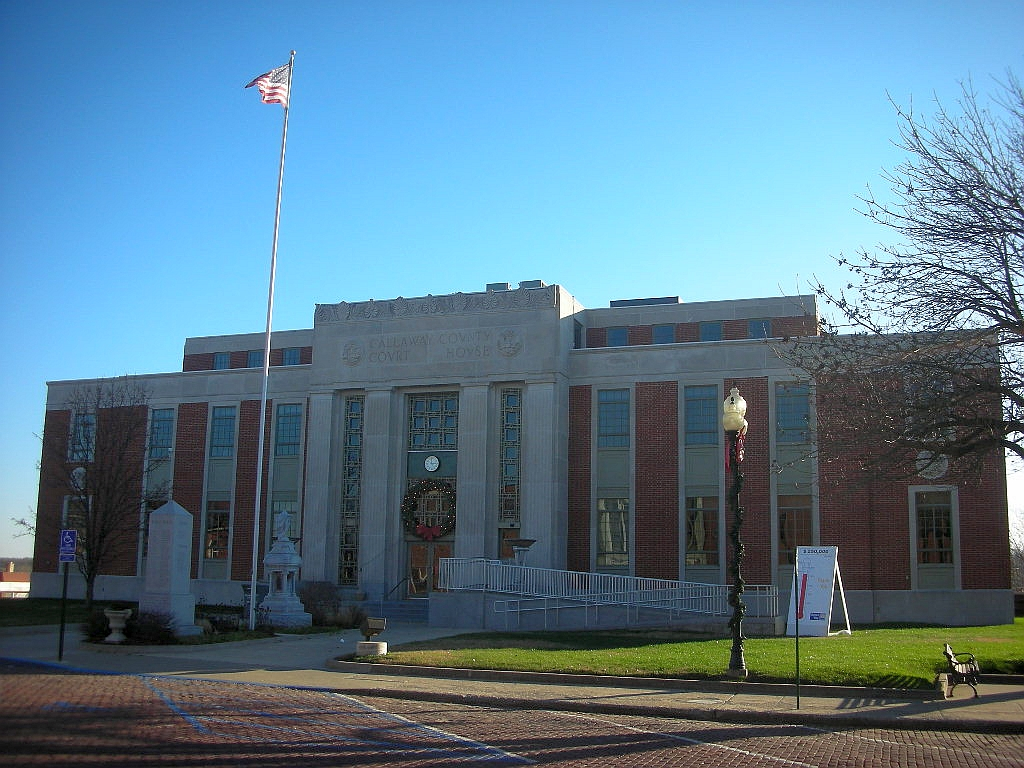

풀턴(Fulton)은 미국 미주리주 캘러웨이군에서 가장 큰 도시이자 군청 소재지이다. 제퍼슨시티와 미주리강에서 북동쪽으로 약 22마일(35킬로미터), 컬럼비아에서 동쪽으로 20마일(32킬로미터) 지점에 위치한 이 도시는 제퍼슨시티, 미주리 메트로폴리턴 통계 구역의 일부이다. 2010년 인구 조사에 따르면 이 지역의 인구 수는 12,790명이다.

## 인구
| 인구조사              | 인구   | Note  | %±    |
| --------------------- | ------ | ----- | ----- |
| 1870년                | 1,585  |       | —     |
| 1880년                | 2,409  |       | 52.0% |
| 1890년                | 4,314  |       | 79.1% |
| 1900년                | 4,883  |       | 13.2% |
| 1910년                | 5,228  |       | 7.1%  |
| 1920년                | 5,595  |       | 7.0%  |
| 1930년                | 6,105  |       | 9.1%  |
| 1940년                | 8,297  |       | 35.9% |
| 1950년                | 10,052 |       | 21.2% |
| 1960년                | 11,131 |       | 10.7% |
| 1970년                | 12,248 |       | 10.0% |
| 1980년                | 11,046 |       | −9.8% |
| 1990년                | 10,033 |       | −9.2% |
| 2000년                | 12,128 |       | 20.9% |
| 2010년                | 12,790 |       | 5.5%  |
| 2019 (추산)           | 12,596 | [ 2 ] | −1.5% |
| U.S. Decennial Census |        |       |       |